# Peter Holmberg
Pour les articles homonymes, voir Holmberg.
Peter Holmberg, né le 4 octobre 1960, est un navigateur américain, originaire des îles Vierges des États-Unis.
Il a gagné une médaille d'argent aux Jeux olympiques d'été de 1988, seul médaillé à ce jour pour la délégation des Îles Vierges américaines.

## Résultats

### Palmarès auxJeux olympiques
- JO 1984 à Los Angeles : 11e en classe Finn
- JO 1988 à Séoul :  médaille d'argent en classe Finn